# 巴特基辛根县
巴特基辛根县（Landkreis Bad Kissingen）是德国巴伐利亚州的一个县，隶属于下弗兰肯行政区，首府巴特基辛根。

## 華語譯名
由於兩岸對於德國行政區「Landkreis」翻譯的不同，台灣稱為「巴特基辛根郡」；中國大陸稱為「巴特基辛根县」。

## 地理
巴特基辛根县北面与黑森州的富尔达县，东北面与伦-格拉布费尔德县，东南面与施韦因富特县，南面和西南面与美因-施佩萨特县，西面与黑森州的美因-金齐希县相邻。